# دريم ووركس أنيميشن
شركة دريم ووركس أنيميشن (بالإنجليزية: DreamWorks Animation)‏ هو استوديو رسوم متحركة أمريكي تتمركز في غلينديل، كاليفورنيا التي تنتج أفلام رسوم متحركة، برامج تلفزيون وعوالم افتراضية على الإنترنت. و قد أصدرت في الإجمالي 30 فيلم تشمل سلسلات شريك، مدغشقر، كونغ فو باندا وكيف تدرب تنينك.
على الرغم من إنشاء الاستوديو لأفلام جادة عادة سابقاً، مثل أمير مصر، يوسف: ملك الأحلام، الطريق إلى إل دورادو، سبيريت: فرس سيمارون وسندباد: أسطورة البحار السبع (فيلم)، معظم الأفلام والمسلسلات التلفزيونية قد اكتسبت الآن في الاستوديو سمعة كونها تركز على الفكاهة والسخرية.
تشكل الاستوديو بدمج قسم الرسوم المتحركة في دريم ووركس وباسيفيك داتا إماجز (PDI). تشكلت في الأصل تحت شعار دريم ووركس عام 1997 من قبل بعض خريجي فرع رسوم متحركة أمبلين إنترتاينمينت السابق أمبليماشن، وقد انبثقت لتصبح شركة عامة مستقلة عام 2004. دريم ووركس لديها مقرين حالياً: استوديو رسوم متحركة دريم ووركس الأصلي في غلينديل، كاليفورنيا واستوديو البي دي أي في ريدوود، كاليفورنيا.
الأفلام المنتجة من قبل دريم ووركس أنيماشن توزع حالياً حول العالم من قبل يونيفرسال ستوديوز، شركة تابعة إلى كومكاست، التي استحوذت عليها في 22 من أغسطس عام 2016.

## تاريخ

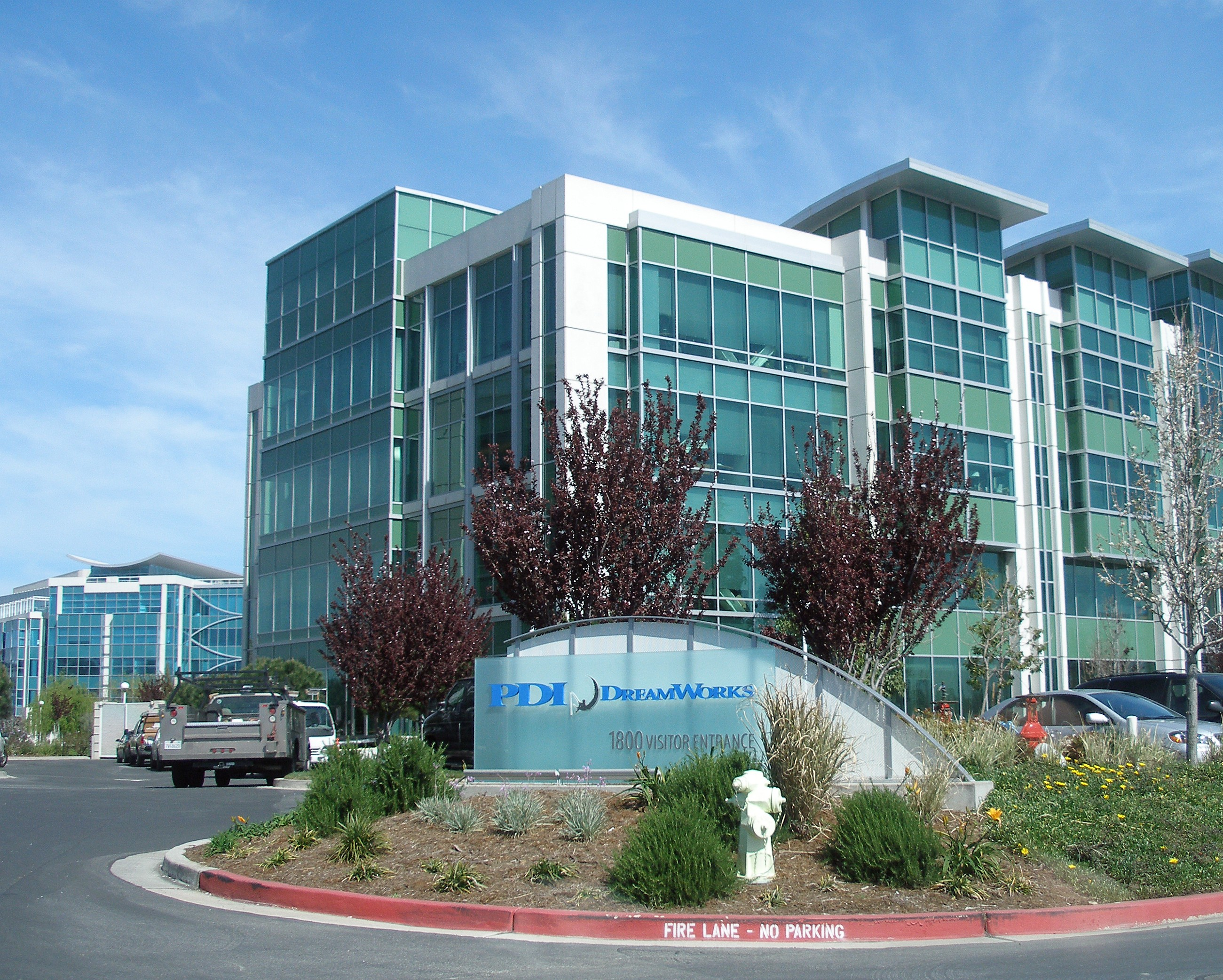
استوديو البي دي أي\دريم ووركس في مدينة ريدوود, كاليفورنيا

### 1994 - 2004
في 12 أكتوبر 1994 , تشكلت وتأسست دريم ووركس من قبل ثلاثي من لاعبي الترفيه، المخرج والمنتج ستيفن سبيلبرغ , تنفيذي الموسيقى دايفيد غيفين , و تنفيذي ديزني جيفري كاتزينبرغ .
جذب الاستوديو الجديد العديد من الفنانين من استوديو رسوم متحركة سبيلبرغ أمبليماشن . انضم الأول عام 1995 , عند انتهاء آخر فيلم , و أتى البقية عام 1997 , عند إغلاق الاستوديو .
في 1995 , وقعت دريم ووركس صفقة إنتاج مشترك مع باسيفيك داتا إماجز لتشكيل الشركة التابعة البي دي أي، ش.ذ.م.م.(تملك بي دي أي 60% من بي دي أي، ش.ذ.م.م. بينما تملك دريم ووركس 40%). ستنتج الوحدة الجديدة أفلام جديدة بداية بفيلم نمل عام 1998 . أنتجت دريم ووركس في نفس السنة أمير مصر , التي استخدم فيها تكنولوجيا السي دجي وتقنيات التحريك التقليدية .

## وصلات خارجية
- الموقع الرسمي
- دريم ووركس أنيميشن على موقع IMDb (الإنجليزية)